# جون بارني
جون بارني (بالإنجليزية: John Barney)‏ هو سياسي أمريكي، ولد في 18 يناير 1785 في بالتيمور في الولايات المتحدة، وتوفي في 26 يناير 1857. انتخب عضو مجلس النواب الأمريكي.